# نمر البلطيق

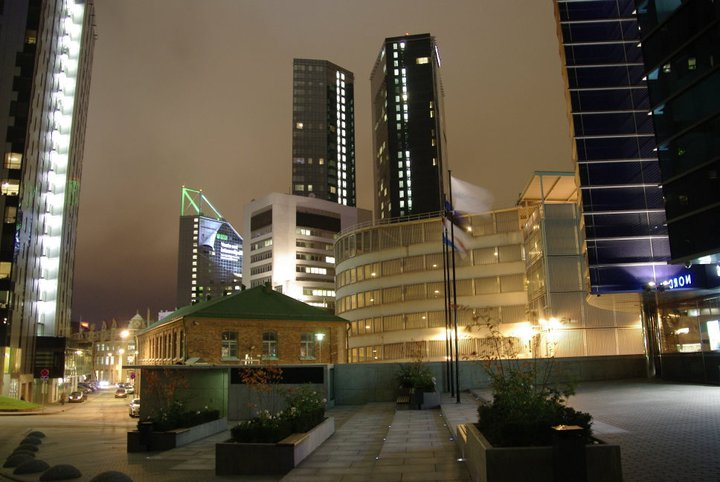
منطقة الأعمال التجارية في تالين

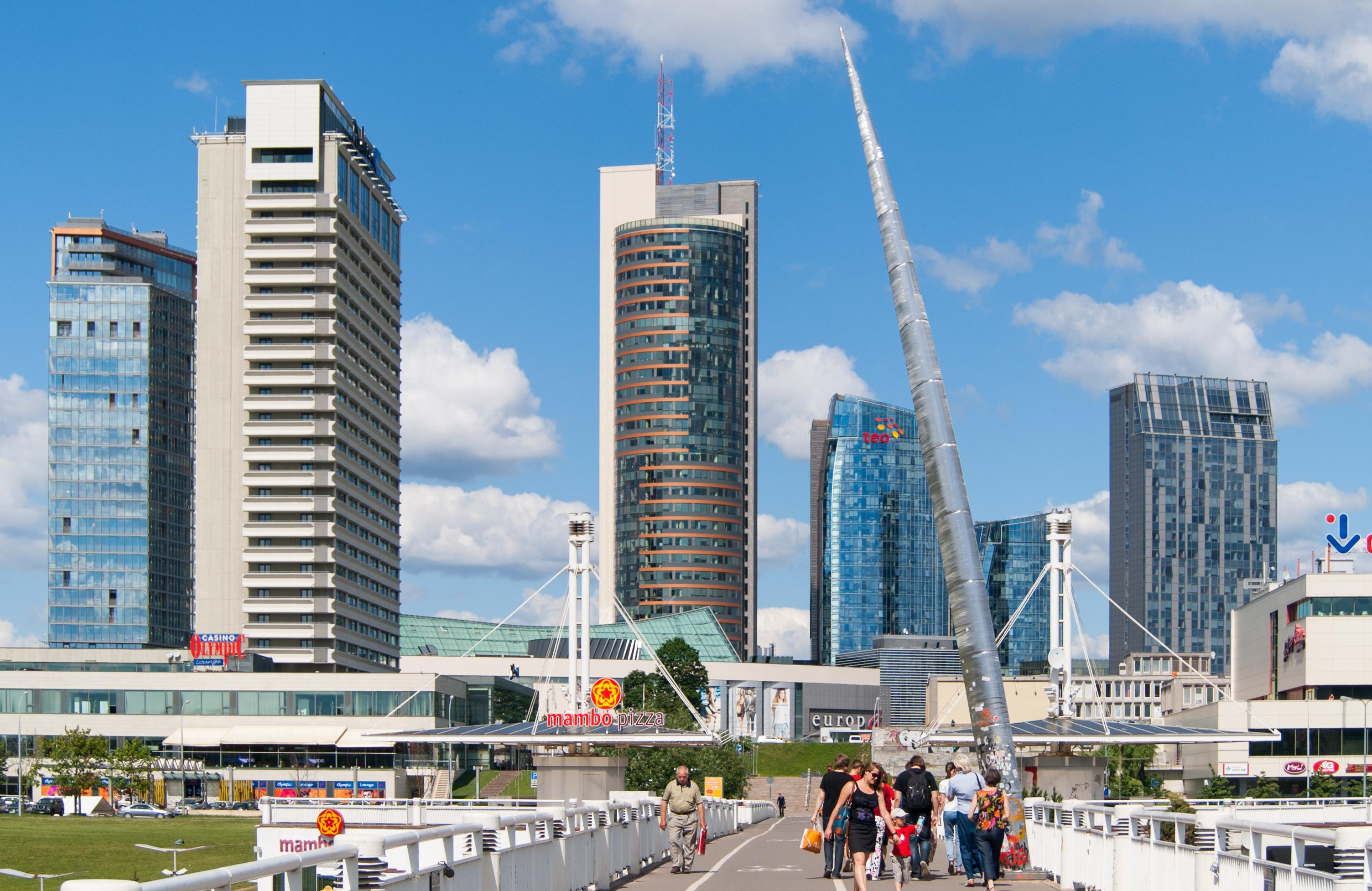
مركز المدينة الجديدة في فيلنيوس

نمر البلطيق هو مصطلح يستخدم للإشارة إلى دول البلطيق الثلاث إستونيا ولاتفيا وليتوانيا خلال فترات ازدهارها الاقتصادي، والتي بدأت بعد عام 2000 واستمرت حتى 2006-2007. المصطلح مصمم على نموذج «النمور الآسيوية الأربعة»، «نمر تاترا» و«نمر السلتيك»، والتي استخدمت لوصف فترات الطفرة الاقتصادية في أجزاء من آسيا وسلوفاكيا وأيرلندا، على التوالي.

## نظرة عامة
بعد عام 2000 د، نفذت اقتصادات نمور البلطيق إصلاحات وتحرير اقتصاديين مهمين، إلى جانب قوتها العاملة ذات الأجور المنخفضة والمهرة إلى حد ما، جذبت كميات كبيرة من الاستثمارات الأجنبية والنمو الاقتصادي. بين عامي 2000 و 2007، كان لدول البلطيق أعلى معدلات النمو في أوروبا. في عام 2006، على سبيل المثال، نمت إستونيا بنسبة 10.3 ٪ في الناتج المحلي الإجمالي، في حين نمت لاتفيا بنسبة 11.9 ٪ وليتوانيا بنسبة 7.5 ٪. شهدت جميع البلدان الثلاثة بحلول شباط (فبراير) 2006 انخفاض معدلات البطالة عن متوسط قيم الاتحاد الأوروبي. بالإضافة إلى ذلك، تعد إستونيا من بين أكثر عشرة اقتصادات ليبرالية في العالم [بحاجة لمصدر] وفي عام 2006 تحولت من تصنيف البنك الدولي كاقتصاد دخل متوسط إلى اقتصاد مرتفع الدخل. انضمت الدول الثلاث إلى الاتحاد الأوروبي في مايو 2004. اعتمدت إستونيا اليورو في يناير 2011، ولاتفيا عام 2014، ودخلت ليتوانيا منطقة اليورو عام 2015.
في عام 2008، تسببت الأزمة المالية العالمية في انهيار أسواق العقارات في منطقو البلطيق، مما تسبب في بعض من أشد فترات الركود في أوروبا. في عام 2008، تقلص الناتج المحلي الإجمالي في لاتفيا بنسبة 4.6−% وإستونيا 3.6−٪ في حين تباطأ في ليتوانيا إلى 3.0−٪. بحلول منتصف عام 2009، شهدت البلدان الثلاثة واحدة من أعمق فترات الركود في العالم.
في عام 2010، استقر الوضع الاقتصادي في دول البلطيق، وفي عام 2011، شهدت دول البلطيق أسرع حالات التعافي في الاتحاد الأوروبي، بعد أن فقدت جزءًا كبيرًا من سكانها من خلال الهجرة، ولا سيما ليتوانيا. نما الناتج المحلي الإجمالي في إستونيا بنسبة 8.3 ٪ في عام 2011، ونما الناتج المحلي الإجمالي في ليتوانيا بنسبة 5.9 ٪ والناتج المحلي الإجمالي في لاتفيا بنسبة 5.5 ٪.

## الإحصاء

### معدل نمو الناتج المحلي الإجمالي السنوي
|                    | 2004 | 2005  | 2006  | 2007  | 2008  | 2009   | 2010  | 2011 | 2012 | 2013 | 2014 | 2015 | 2016 | 2017 | 2018 |
| ------------------ | ---- | ----- | ----- | ----- | ----- | ------ | ----- | ---- | ---- | ---- | ---- | ---- | ---- | ---- | ---- |
| إستونيا            | 6.3% | 9.4%  | 10.3% | 7.7%  | -5.4% | -14.7% | 2.3%  | 7.6% | 4.3% | 1.9% | 2.9% | 1.9% | 3.6% | 4.9% | 3.9% |
| لاتفيا             | 8.3% | 10.7% | 11.9% | 10.0% | -3.5% | -14.4% | -3.9% | 6.4% | 4.0% | 2.4% | 1.9% | 3.0% | 2.1% | 4.6% | 4.8% |
| ليتوانيا           | 6.6% | 7.7%  | 7.4%  | 11.1% | 2.6%  | -14.8% | 1.6%  | 6.0% | 3.8% | 3.5% | 3.5% | 2.0% | 2.4% | 4.1% | 3.5% |
| بيانات من يوروستات |      |       |       |       |       |        |       |      |      |      |      |      |      |      |      |

### الناتج المحلي الإجمالي للفرد الواحد
بالدولار الدولي، في تعادل القوة الشرائية (PPP). تُظهر الأرقام بين قوسين نصيب الفرد من إجمالي الناتج المحلي للبلد كنسبة مئوية من متوسط منطقة اليورو (يقاس أيضًا بـ PPP). 
|                              | 2000           | 2001           | 2002           | 2003           | 2004           | 2005           | 2006           | 2007           | 2008           | 2009           | 2010           | 2011*  | 2012*  | 2013*  | 2014*  | 2015*  | 2016*  | 2017*  | 2018*  |
| ---------------------------- | -------------- | -------------- | -------------- | -------------- | -------------- | -------------- | -------------- | -------------- | -------------- | -------------- | -------------- | ------ | ------ | ------ | ------ | ------ | ------ | ------ | ------ |
| إستونيا                      | 12,113 (40.1%) | 13,254 (42.6%) | 14,371 (46.1%) | 15,839 (49.8%) | 17,413 (53.5%) | 19,765 (57.3%) | 22,600 (61.6%) | 25,144 (64.8%) | 24,329 (62.2%) | 20,946 (56.2%) | 21,721 (57.1%) | 20,657 | 21,713 | 22,731 | 23,917 | 25,219 | 26,654 | 28,203 | 29,871 |
| لاتفيا                       | 8,888 (30.9%)  | 9,794 (33.0%)  | 10,800 (35.8%) | 12,056 (38.8%) | 13,555 (42.1%) | 15,673 (46.3%) | 18,252 (50.6%) | 20,785 (54.6%) | 20,600 (53.3%) | 18,005 (46.7%) | 17,856 (46.4%) | 16,717 | 18,254 | 19,384 | 20,661 | 22,026 | 23,465 | 25,007 | 26,639 |
| ليتوانيا                     | 9,619 (34.4%)  | 10,567 (36.3%) | 11,546 (38.8%) | 13,124 (43.0%) | 14,530 (45.6%) | 16,422 (49.3%) | 18,473 (52.0%) | 21,319 (56.1%) | 22,539 (58.1%) | 19,562 (52.2%) | 20,552 (53.0%) | 20,342 | 21,615 | 22,787 | 24,144 | 25,614 | 27,246 | 29,043 | 30,933 |
| بيانات من صندوق النقد الدولي |                |                |                |                |                |                |                |                |                |                |                |        |        |        |        |        |        |        |        |